# Ouachita County
Ouachita County is een county in de Amerikaanse staat Arkansas.
De county heeft een landoppervlakte van 1.897 km² en telt 28.790 inwoners (volkstelling 2000). De hoofdplaats is Camden.

## Bevolkingsontwikkeling

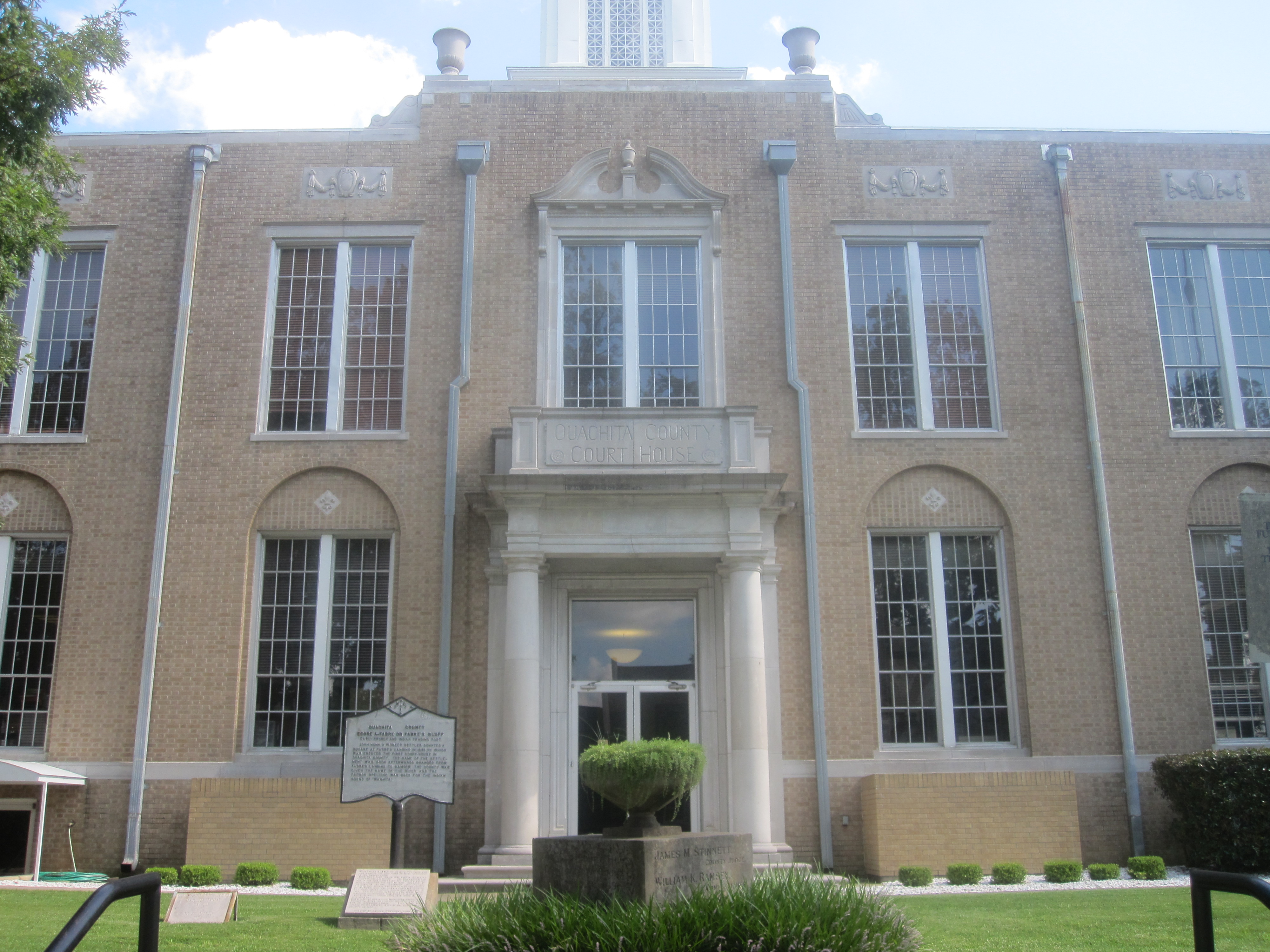
Ouachita County Courthouse